# Ostform

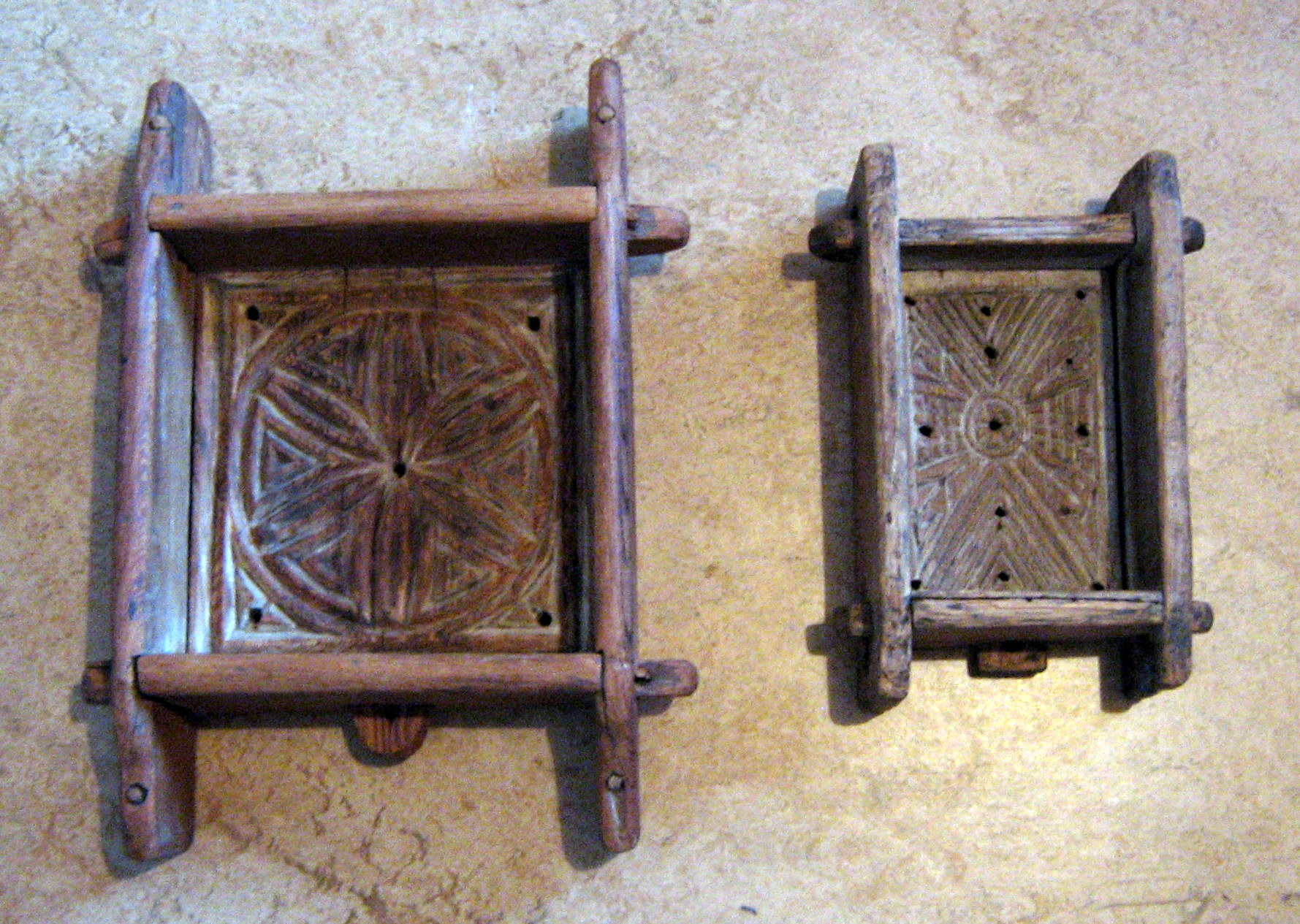
Två uppländska ostkar, det till vänster daterat 1723.

En ostform, eller ett ostkar, är kärl for ostberedning.
Ostformen används för att forma koagulerad mjölk till ostmassa och för avrinning av vasslan.
En ostform kunde förr vara en form av sammansatta träskivor eller en korg av rötter eller annat material. En vanlig form har varit en låg cylindrisk form av flätverk, eventuellt med utsparade genombrytningar för att lättare släppa ut vasslan. 
Lådformade ostkar av trä har använts i hela Sverige. Dessa har i regel träbotten och fyra sidor av skivor, sammanfogade av genomgående tappar, som låses av utanpåliggande sprintar. En sådan ostform kan således lätt plockas isär för rengöring. Vassla kan rinna ut mellan botten och sidor samt genom borrade hål i botten. Lådformade ostkar var vanligen fyrkantiga, men kunde också vara sex- eller åttkantiga. De senare synes vara lokalt utbredda i Blekinge och Småland.  
Botten kan vara ornerad med ett utskuret mönster, vilket ger ett avtryck på översidan av osten.